# Веллингтон-стрит (Оттава)

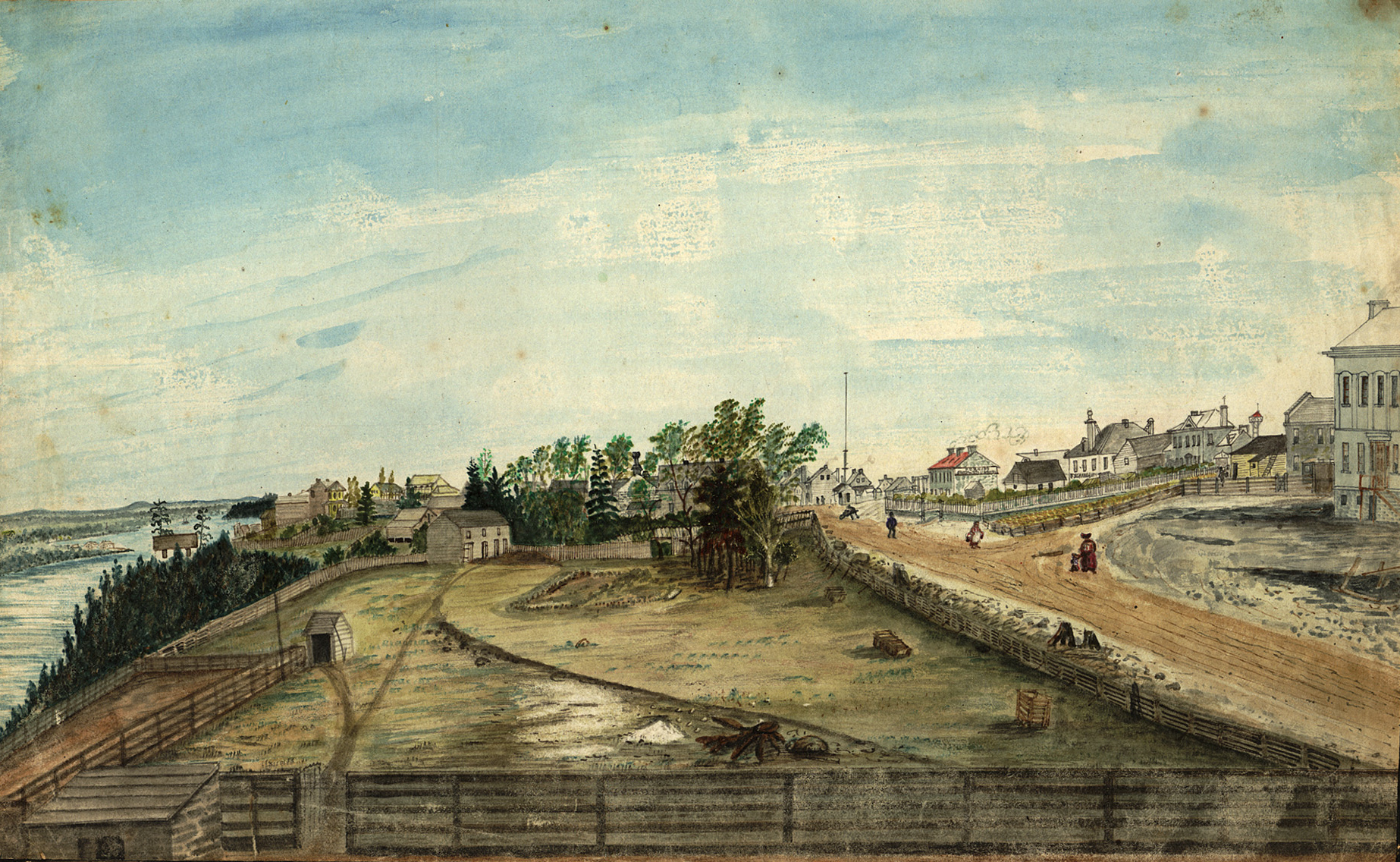
Веллингтон-стрит (вид на восток) в 1845 г. Акварель Томаса Берроуза, одного из первых жителей Байтауна, построивших дом на этой улице.

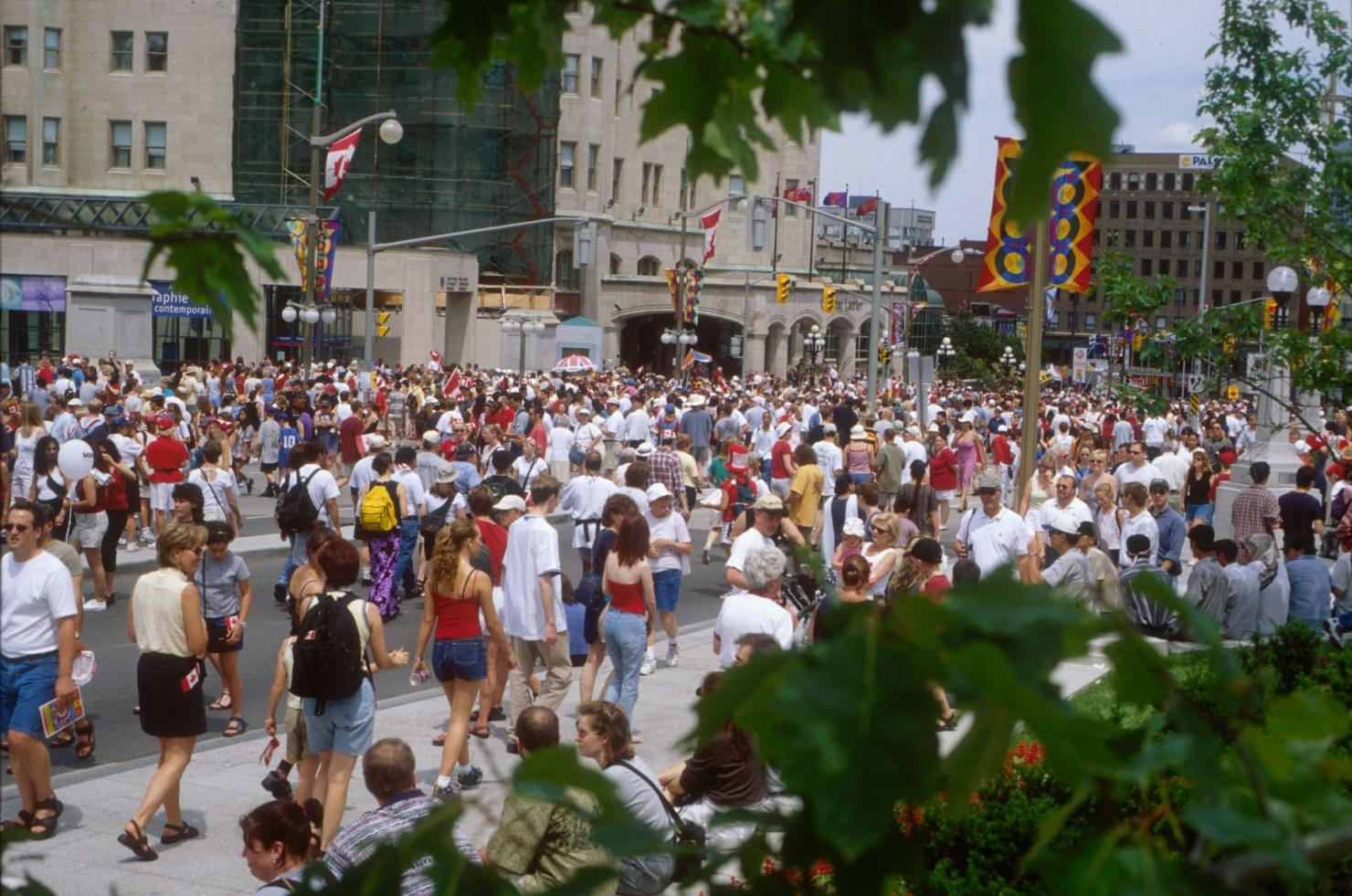
Веллингтон-стрит в день Канады. Благодаря расположению в самом центре города здесь часто происходят различные празднества.

Веллингтон-стрит, англ. Wellington Street, фр. Rue Wellington — улица в центральной части г. Оттава.
В настоящее время фактически состоит из двух самостоятельных частей, отделённых друг от друга расстоянием более чем в километр. В более узком значении название Веллингтон-стрит относится только к восточному участку, тогда как западный всегда называется Западной Веллингтон-стрит (англ. Wellington Street West).
Участок от Бронсон-авеню до Ридо-стрит известен как Оттавская дорога № 34, англ. Ottawa Road #34. Участок от Вестерн-авеню до Сомерсет-стрит известен как Оттавская дорога № 36, англ. Ottawa Road #36.
На всех участках Веллингтон-стрит представляет собой 4-полосную городскую транспортную артерию с ограничением скорости 50 км/ч, хотя реальная скорость обычно ниже из-за сильного пешеходного движения. В летние дни возможны пробки.

## История
Была одной из двух первых улиц посёлка Байтаун, проложенных в 1826 г. (второй была Ридо-стрит, которая является её непосредственным продолжением на востоке, через канал Ридо). Была названа в честь полководца Артура Уэлсли Веллингтона, распорядившегося о сооружении канала Ридо в 1825 г., и считающегося по этой причине одним из основателей города. Джон Макдональд, первый премьер-министр Доминиона Канада, заявил в своей речи в Лэнсдаун-парке в 1874 г.: «Герцог Веллингтон решил, что Оттава имеет очень важное военное значение, что стало причиной сооружения канала Ридо».
Выдвигались предложения о том, чтобы дать улице «более канадское» название, например, в честь бывшего премьер-министра Пьера Трюдо, но они не были реализованы.

## Восточная Веллингтон-стрит
Вдоль этого участка улицы расположены Парламентский холм, Банк Канады, Верховный суд Канады и национальные Библиотека и Архив Канады. Улица идёт от канала Ридо, где она через мост соединяется с Ридо-стрит, на запад, примерно параллельно реке Оттава.
Непосредственно к западу от моста Веллингтон-стрит образует северную границу площади Конфедерации, на юг от которой отходит Элгин-стрит. Западнее площади расположен блок Ланжевен, где находится канцелярия премьер-министра Канады. На этом же участке, напротив Парламентского холма, расположены здание бывшего посольства США, будущая портретная галерея, а также здание Веллингтон, где расположены офисы членов парламента. На углу с Меткалф-стрит, непосредственно к югу от Башни мира, находится площадь и туристский информационный центр Оттавы. На перекрёстке Веллингтон-стрит и Бэнк-стрит находится главное здание Банка Канады. Напротив банка, на северной стороне улицы, находится здание Конфедерации.
Далее на запад, за территорией парламента, расположены ещё несколько важных зданий. Верховный суд Канады находится непосредственно к западу от Здания Конфедерации, а напротив суда располагаются пресвитерианская Церковь святого Андрея и Восточное и Западное мемориальные здания. К западу от Верховного суда располагается Библиотека и Архив Канады, а напротив неё — Сад провинций.
Между Верховным судом и Национальной библиотекой расположена открытая площадь, представляющая собой сочетание зелёёных насаждений с парковочными стоянками для автомобилей. До 1970-х гг. здесь находился ряд современных зданий, возведённых в ходе 2-й мировой войны в качестве офисных центров. В 1970-е гг. здесь планировалось возвести новое здание Верховного суда Канады и здание Национальной галереи Канады, был объявлен конкурс проектов, но в конце концов правительство отменило программы по сооружению обоих зданий.
Далее Веллингтон-стрит идёт на запад мимо моста Портаж через Лебретонские равнины, мимо Канадского военного музея, где переходит в шоссе Оттава-Ривер-паркуэй.

## Западная Веллингтон-стрит

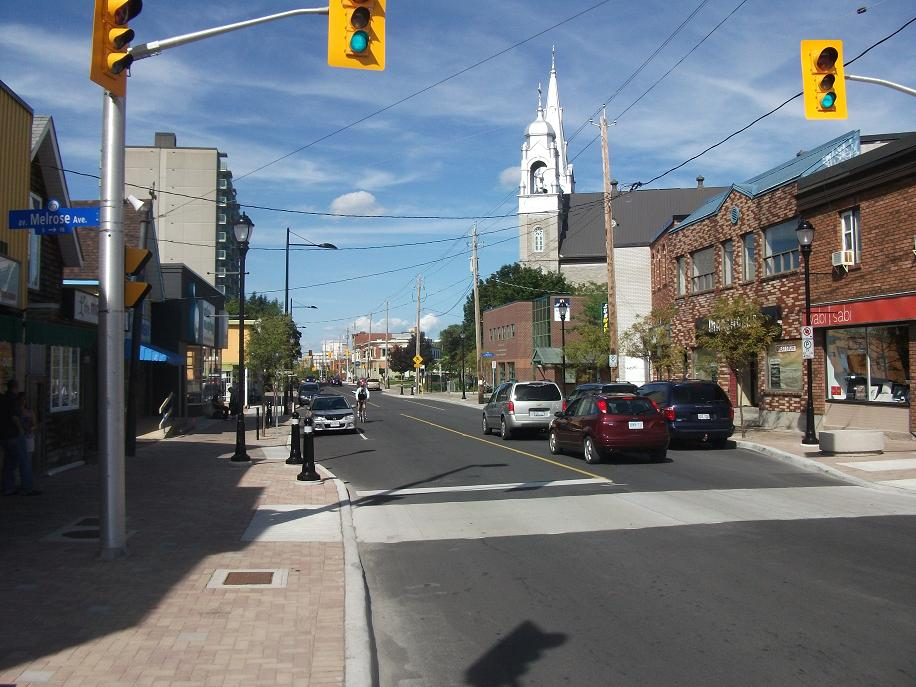
Западная Веллингтон-стрит, район Хинтонберг.

К западу от станции Бэйвью лёгкого метро (O-Train) расположен западный сегмент улицы, ранее составлявший единое целое с восточной частью, но отделённый ныне от неё жилой застройкой района Сентертаун-Уэст. Этот сегмент носит название Западная Веллингтон-стрит, англ. Wellington Street West. Он проходит через районы Хинтонберг и Айленд-парк, переходя в Ричмонд-роуд на перекрёстке с Айленд-парк-драйв.